# Chiesa di San Michele Arcangelo (Monticello Amiata)
La chiesa di San Michele Arcangelo è un edificio religioso situato a Monticello Amiata, frazione del comune di Cinigiano nella provincia di Grosseto.

## Storia
La chiesa di San Michele risale a dopo il 1240, in seguito all'incendio che distrusse Montepinzutolo, il borgo dalle cui ceneri ebbe origine quello di Monticello Amiata. Nel 1264 ebbe il titolo di prepositura e nel XV secolo quello di pieve. L'edificio è stato radicalmente ricostruito tra il 1815 e il 1832.

## Descrizione
La chiesa presenta la facciata spartita da quattro lesene e coronata da un timpano triangolare.
Nell'interno, a croce latina, sono custoditi il San Carlo Borromeo in preghiera di Rutilio Manetti (1600), e la Madonna col Bambino in trono contornata da angeli ed adorata dai Santi Lorenzo ed Antonio abate, di Bartolomeo Neroni detto il Riccio (1535-40). Da ricordare anche l'acquasantiera a fusto, molto consunta, con protomi zoomorfe e uno stemma nel basamento (inizio XVI secolo), e il tabernacolo a muro in una cappella accessibile dal transetto sinistro.